# 法蘭堡站
法蘭堡站（英語：Castle Frank Station）是一座多倫多地鐵布魯亞－丹佛線車站，坐落加拿大安大略省多倫多法蘭堡道（Castle Frank Road）和布魯亞西街（Bloor Street West）的交界處，於1966年2月26日聯同該地鐵線的首期路段一起開幕。
下列由多倫多公車局營運的巴士線駛經法蘭堡站：
- 65號國會街巴士線（Parliament）
- 94號韋斯里街巴士線（Wellesley）

## 外部連結
- 维基共享资源上的相關多媒體資源：法蘭堡站
- （英文）TTC Castle Frank Station （页面存档备份，存于）－多倫多公車局網站 法蘭堡站頁面